# Foeliestraat 2-8
Foeliestraat 2-8 te Amsterdam is een gebouw aan de Foeliestraat, Amsterdam-Centrum.

## Algemeen
De Foeliestraat, vernoemd naar het specerij foelie is een eeuwenoude straat in Amsterdam-Centrum. Dat is echter aan het straatbeeld niet te zien. De straat werd het slachtoffer van de bouw van de IJ-tunnel waarbij de gehele zuidwand werd afgebroken voor de aanleg van dit deel van de Valkenburgerstraat, de toe- en afrit naar en van de tunnel onder brug 1941. Ook de noordelijke gevelwand is zeker niet meer origineel op de hoekpand met de Prins Hendrikkade na. Volgens cijfers van de gemeente staat er in dit blok percelen nog een blokje (huisnummers 10-14) uit 1911, maar er is tevens laat 20e of begin 21e eeuwse architectuur. Foeliestraat 48 net buiten dit blok is een rijksmonument.

## Foeliestraat 2-8
Dat 21e eeuwse geldt voor Foeliestraat 2-8. Hier stond oude bebouwing, die niet meer geschikt was voor bewoning dan wel bedrijfsvoering in de 21e eeuw. Aan architect Ronald Janssen Architecten werd een ontwerp gevraagd voor een appartementsgebouw, dat past binnen de omschrijving postzegelarchitectuur, bouwen op een postzegel. Dat houdt in dat de mogelijkheden beperkt zijn, bijvoorbeeld qua oppervlak, hoogte, gevelvorming; de zogenaamde bouwenvelop. Bijkomend probleem was hier dat door het geraas van het verkeer een goede geluidsisolatie noodzakelijk was. Janssen wist met veel glasoppervlak en baksteen in de gevel toch de te verwachten geluidsoverlast te beperken. Hoog mocht er ook niet gebouwd worden; het gebouw moest qua gevellijn bij het buurpand Prins Hendrikkade passen, dat dwars op de Foeliestraat staat. Janssen loste dat op door de vierde en hoogste bouwlaag een schuine daklijn te geven. Het gebouw biedt onderdak aan zes appartementen en een bedrijfsruimte.
Het gebouw werd genomineerd voor de Amsterdamse Architectuur Prijs 2021, maar moest het afleggen tegen Westbeat.

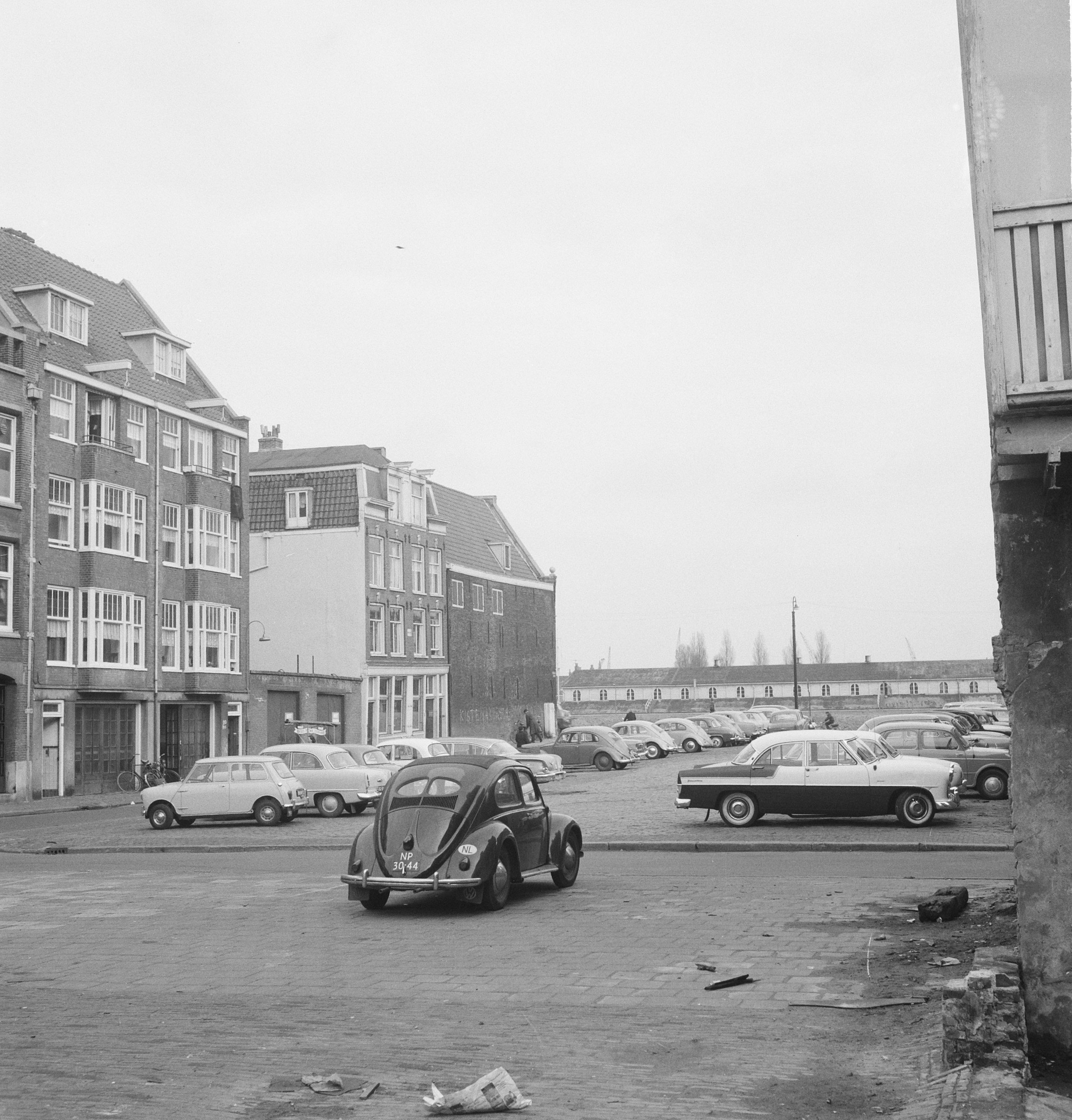
Links van zwarte gebouw Foeliestraat 2-8 (1961)